# Rajko Doleček
Rajko Doleček (1. června 1925 Praha – 20. prosince 2017 Ostrava) byl český lékař česko-srbského původu, profesor působící ve Fakultní nemocnici Ostrava. Byl autorem více než 200 odborných publikací, popularizoval endokrinologii, diabetologii, zdravou výživu a dietologii, zejména v televizi a v populárně naučných knižních publikacích. Politicky a společensky aktivně obhajoval pozice srbského národa.

## Život
Rajko Doleček se narodil 1. června 1925 v Praze manželům Josefovi a Milice (Tadić) Dolečkovým. Jeho matka byla bosenská Srbka z Romanije, zatímco otec byl Čech. Byl pokřtěn v pravoslavné církvi. Rok po jeho narození se rodina přestěhovala do Bělehradu. V době války žil v Jugoslávii, kde jeho otec pracoval v tamější pobočce ČKD. Byl účastníkem odboje, po roce 1945 pracoval ve Správě Spojených národů pro pomoc a obnovu (UNRRA). Rajko Doleček studoval 2 semestry medicínu na Univerzitě v Bělehradě, lékařská studia dokončil na Karlově univerzitě v Praze. Od počátku své medicínské kariéry pracoval v Ostravě, zprvu na interním oddělení tamější nemocnice, později na interní klinice Fakultní nemocnice Ostrava. Docentem byl od roku 1965, doktorem věd byl od roku 1970, profesorem od 1993. Lékařskou práci zahájil 29. října 1950, patřil k nejdéle praktikujícím lékařům. Ordinoval ještě několik měsíců před svou smrtí v roce 2017 a lékařskou praxi tak vykonával 67 let.
Od 70. let 20. století prezentoval v Československé televizi vzdělávací cykly zaměřené na problematiku nadváhy, cukrovky, hormonálních poruch a stárnutí. Nejznámější byl Nebezpečný svět kalorií, který se zaměřil na nadváhu a zdravou životosprávu. Na stejná témata vydal několik populárně naučných knih. V osvětové činnosti pokračoval i po revoluci. Spolu s docentem Leošem Středou se podílel na pořadu Československé, později Slovenské televize Tak už dost!, zaměřeném rovněž na nadváhu, diety a zdravou životosprávu. Vydal další dietní příručky a věnoval se dietnímu poradenství na internetu.
V listopadu 1989 byl činný v rámci demonstrací na podporu Občanského fóra v Ostravě.
Kvůli zmizení části své srbské rodiny ve vyhlazovacím táboře Jasenovac během druhé světové války Ustašovci, po rozpadu Jugoslávie (1991) a během následných občansko-etnicko-náboženských válek v bývalých zemích Jugoslávie se angažoval za srbský národ, a to zejména ve svých knihách. a novinových článcích. Obhajoval postoje Radovana Karadžiće a Ratko Mladiće, jehož byl přítelem. Z rozhovorů s ním napsal knihu Hovory s generálem Mladićem. Odsoudil bombardování NATO v Jugoslávii roku 1999 a odtržení Kosova, včetně jeho českého uznání.
Zemřel dne 20. prosince 2017 ve Fakultní nemocnici v Ostravě-Porubě. Posmrtně mu byl prezidentem republiky dne 28. října 2018 propůjčen Řád TGM I. třídy za zásluhy o rozvoj demokracie, humanity a lidská práva .

## Vyznamenání
- Řád Njegoše republiky srbské
- Zlatá medaile za zásluhy Srbské republiky
- Řád Tomáše Garrigua Masaryka, I. třídy (2018) (in memoriam)

## Dílo

### Knihy
- Nebezpečný svět kalorií, 1977 a 1979
- Nebezpečný svět kalorií-joulů, 1984
- Tajemný svět hormonů, 1987
- Pokyny při dodržování redukční diety, 1988
- Na cestách, 1989
- Jihoslovanští bratří Srbové, Chorvati a Muslimové, 1992
- Být štíhlým po česku – průvodce džunglí diet, 1994
- Žaluji, 1998, 1999, 2000
- Necenzurované obrazy z dějin jihoslovanských bratrů, 2007
- Necenzurované obrazy z dějin Kosova a Metohije, 2009
- Hovory s generálem Mladićem, 2010
- Nebezpečný svět kalorií (spolu s Kateřinou Cajthamlovou a Leošem Středou) 2013

### Televizní pořady
- Nebezpečný svět kalorií a Nebezpečný svět kalorií po jednom roce seriály o nadváze a hubnutí v Československé televizi
- Tajemný svět hormonů, seriál o endokrinologii v Československé televizi
- Nemoc půl miliónu, seriál o cukrovce v Československé televizi
- Dejte léta životu, seriál pro seniory v Československé televizi
- Tak už dosť!, seriál o hubnutí v Československé televizi, později ve Slovenské televizi